# Kronören
Kronören este o arie protejată (arie specială de conservare — SAC, sit de importanță comunitară — SCI, arie de protecție specială avifaunistică — SPA) din Suedia întinsă pe o suprafață de 5.796,4 ha, integral pe uscat.

## Localizare
Centrul sitului Kronören este situat la coordonatele 63°25′45″N 19°28′33″E / 63.4292°N 19.4757°E.

## Înființare
Situl Kronören a fost declarat sit de importanță comunitară în decembrie 1995 pentru a proteja 1 specie de plante și 17 specii de animale. Alte tipuri de protecție:
- arie de protecție specială avifaunistică (în decembrie 1996)[2]
- arie specială de conservare (în martie 2011)[1][3][4]

## Biodiversitate
Situată în ecoregiunile boreală și marină baltică, aria protejată conține 14 habitate naturale: Păduri naturale în etape succesive primare ale suprafețelor emergente de coastă, Insulițe și insule mici din Baltica boreală, Recifuri, Vegetație anuală la limita mareei, Mlaștini împădurite, Mlaștini turboase de tranziție și turbării mișcătoare, Lacuri și iazuri distrofice naturale, Pășuni de coastă din Baltica boreală, Vegetație perenă pe țărmurile stâncoase, Taiga vestică, Golfuri mici largi și golfuri puțin adânci, Terase mlăștinoase și terase nisipoase neacoperite de apă la reflux, Lagune de coastă, Golfuri mici înguste din Baltica boreală.
La baza desemnării sitului se află mai multe specii protejate:
- plante (1): Hippuris tetraphylla
- păsări (16): lebădă de iarnă (Cygnus cygnus), ciocănitoare neagră (Dryocopus martius), cufundar polar (Gavia arctica), cufundar mic (Gavia stellata), cocor (Grus grus), sfrâncioc roșiatic (Lanius collurio), vultur pescar (Pandion haliaetus), viespar (Pernis apivorus), bătăuș (Philomachus pugnax), ciocănitoare de munte (Picoides tridactylus), pescăriță mare (Sterna caspia), chiră de baltă (Sterna hirundo), Sterna paradisaea, cocoșul de mesteacăn (Tetrao tetrix tetrix),  cocoș de munte (Tetrao urogallus), fluierar de mlaștină (Tringa glareola)
- mamifere (1): Halichoerus grypus